# Sin retorno (película)
Sin retorno es una película argentina-española dramática y de suspenso. Esta ópera prima coescrita y dirigida por Miguel Cohan está protagonizada por Leonardo Sbaraglia, Martín Slipak, Bárbara Goenaga y Federico Luppi. El argumento es un thriller que explora las causas y las consecuencias de un suceso que implica a varios personajes envueltos de distintas maneras, proponiendo varios puntos de vista al mismo tiempo. Se estrenó el 30 de septiembre de 2010 en Argentina y el 18 de febrero de 2011 en España.

## Sinopsis
En un accidente de tráfico, el ciclista Pablo (Agustín Vásquez) es atropellado y muere. El responsable, Matías (Martín Slipak), se da a la fuga sin dejar ni una sola pista. Por su parte, Víctor (Federico Luppi), el padre de la víctima, no está dispuesto a quedarse de brazos cruzados y, apoyado por los medios de comunicación, exige encontrar al responsable y llevarlo a la cárcel, por lo que comienza a buscar testigos del accidente.
Por una serie de coincidencias y una justicia contaminada por la opinión pública, Federico (Leonardo Sbaraglia), un inocente, es llevado al banquillo de los acusados, enfrentándose a una culpa y a una pena que no le corresponde. Sin ninguna prueba que incrimine a Matías, y con la complicidad de sus padres Ricardo (Luis Machín) y Laura (Ana Celentano), Matías sigue con su vida normal a pesar de sus sentimientos de culpa.
Tres años y medio después Federico sale de la cárcel y decide buscar al verdadero culpable. Envueltos en el entretejido del azar y las decisiones desesperadas, estos hombres deberán enfrentarse a la culpa, la responsabilidad y la necesidad íntima de redención en una espiral que no tendrá retorno.

## Reparto
- Leonardo Sbaraglia - Federico Samaniego
- Martín Slipak - Matías Fustiniano
- Bárbara Goenaga - Natalia Kaufman
- Luis Machín - Ricardo Fustiniano
- Ana Celentano - Laura Fustiniano
- Arturo Goetz - El Liquidador
- Agustín Vásquez - Pablo Marchetti
- Federico Luppi - Víctor Marchetti
- Manuel Longueira - Kempes/Chasman
- Rocío Muñoz - Luciana Fustiniano
- Felipe Villanueva...Chaucha

## Recepción
Sin retorno consiguió críticas positivas de los principales medios de comunicación escritos en la Argentina. El diario Clarín la calificó como buena, al igual que La Nación, mientras que Página/12 le dio un puntaje de 8/10.
En cuanto a las páginas especializadas de internet, en Rotten Tomatoes mantiene una crítica positiva del 60% sobre un total de arriba de 70 votos de usuarios, y en Cines Argentinos mantiene un puntaje similar, de 6,2/10. Un poco por arriba de las anteriores Internet Movie Database la califica con 6,8/10 sobre un total de más de 300 votos.
"Potente thriller dramático (...) con una magnífica utilización de las elipsis, buenas interpretaciones" (Javier Ocaña: Diario El País) 
"Un hábil guion, un ritmo incesante y, por supuesto, unos actores que ofrecen una enésima muestra de su talento. (...) Un film de autor... para todos los públicos" (Pere Vall: Fotogramas) 
"Una película cabal, precisa e impecable (...) unas interpretaciones inmejorables (...) Puntuación: **** (sobre 5)" (Andrea G. Bermejo: Cinemanía) 

## Premios

### Seminci 2010
- Espiga de Oro Mejor Largometraje
- Premio Pilar Miró al Mejor Nuevo Director: Miguel Cohan
- Premio de la Crítica Internacional

### Premios Sur
- Mejor Ópera Prima
- Mejor actor de reparto (Martín Slipak)

### Premio Luchemos por la Vida 2022
- Película